# Graham Clifton Bingham
Pour les articles homonymes, voir Bingham.
Graham Clifton Bingham (Bristol, 1859 - Bristol, 28 mars 1913) est un musicien, compositeur, parolier et auteur de livres pour enfants britannique. 

## Biographie
À 16 ans, à la mort de son père, il commence à travailler dans la librairie familiale à Bristol, qui sera vendue après le décès de sa mère en 1881. 
Il devient alors journaliste au Cheltenham Examiner où il assure la critique théâtrale. C’est à cette époque qu’il commence à écrire des chansons, paroles et musique. 
En 1886, il s'installe à Londres comme parolier pour répondre à la demande. De 1889 à 1892 il est rédacteur en chef du  The Brighton and County Magazine ; la série des   Sussex Celebrities présente les portraits d'aristocrates, du maire, du clergé et autres personnalités de l'époque.
En 1899 il participera au livret d’un opéra The Coquette. Il écrira aussi deux opérettes pour enfants Bo-Peep and Boy Blue et Dolldom. 
Les informations du recensement de 1901 signalent qu'il habite alors dans la paroisse de Broadwater Down, près de Frant au sud de Tunbridge Wells dans le Kent, qu'il a 41 ans, qu'il est auteur et marié à Alice M., 29 ans, née à Bow, Londres.
Il fournira de nombreux textes en vers ou en prose à l’éditeur allemand Ernest Nister spécialisé dans les livres pour enfants, qui seront illustrés par Harry B. Neilson, Louis Wain ou George Henri Thompson. Il est apprécié de ses contemporains pour la qualité de ses productions adaptées à un lectorat familial comme le signale un article paru dans The Sketch le 27 novembre 1901. Clifton compare lui-même ses vers à des sermons en musique dans une interview accordée au magazine Young Woman en septembre 1900.
En France, il est particulièrement connu pour ses livres de la série  Acclimatation ville illustrés par G.H. Thompson traduit et adapté par Joseph Jacquin publiés par Hachette en 1906 qui connurent un grand succès. Il s'agit d'une ville peuplée d'animaux qui se comportent comme des humains.
À sa mort, il laisse outre ses livres environ 1 650 chansons dont certaines encore célèbres en Angleterre.

## Œuvres

### En tant qu'auteur jeunesse

#### Illustrations de G. H. Thompson
- The Animals' Trip to Sea - Les animaux en train de plaisir ou en voiture, illustrations de G. H. Thompson (réédité par Calligram en 1994)-Texte français Joseph Jacquin
- The Animals' Picnic.- Les animaux en pique-nique. illustrations de G. H. Thompson (réédité par Calligram en 1995), Texte français Joseph Jacquin
- The Animals' Rebellion. - La révolte des animaux. - Texte français Joseph Jacquin
- The Animals' Touring Club.
- The Airship in Animal Land. – En Aéroplane. Texte français Joseph Jacquin.
- Christmas in Animal Land. – Noël aux pays des animaux. Texte français Joseph Jacquin.
- The Regatta in Animal Land. – Fêtes nautiques chez les animaux. Texte français Joseph Jacquin.
- Funny Doings in Animal Land.
- The Animals' Alpine Club. – La grande ascension. Texte français Rachel Hitchings. Les Éditions du Mont-Blanc 2017; Alpenclub der Tiere. Texte allemand de Dan Wiener. AS Verlag, Zurich 2018.
- Les Animaux boy-scout.- Texte français d'Yvonne Ostroga
- Les Animaux aux Jeux Olympiques.- Texte français d'Yvonne Ostroga
- Les Animaux chercheurs d'or. - Texte français Joseph Jacquin.
- Les Animaux à la ville.

#### Illustrations deCecil Aldin
- The Animals' School-Treat (1905)

#### Illustrations deHarry B. Neilson
- The Animals' Academy.
- Droll Doings, with verses by the Cockiolly Bird ["Cockiolly Bird" est le nom-de-plume de GC Bingham.]

### En tant que parolier

#### Chansons
- Love's Old Sweet Song (1882), musique de James Lynam Molloy
- Hymn to Love (1894), musique d'Augusta Holmès[3]
- Love's messenger (1894), musique d'Augusta Holmès
- Roses in June. Song (1903), musique d'Edward German[4]

### Divers
- Fun and frolic.
- All Sorts of Comical Cats.
- Fun at the Zoo.
- Funny Favourites, illustrations de Louis Wain
- Let's pretend, illustrations de E. A. Cubitt, 1859.
- The Soldier Panorama Book, illustrations de Evelyn Stuart Hardy (1903).